# Catetinho
El Catetinho, también conocido como Palacio de las Tablas (en portugués: Palácio das Tábuas), es un edificio brasileño ubicado en el Distrito Federal, Brasil, diseñado por el arquitecto Oscar Niemeyer. El Palacio fue inaugurado el 10 de noviembre de 1956. 
Fue la primera residencia oficial del presidente Juscelino Kubitschek cuando la capital, Río de Janeiro, fue trasladada a Brasilia.
Fue utilizada por 2 años hasta que se terminara el Palácio da Alvorada.

## Historia
El nombre recuerda el del palacio presidencial de la época, el Catete, con el diminutivo -inho para indicar tamaño pequeño.
En 1956 el presidente Juscelino Kubitschek hizo su primera excursión al Planalto Central  en el Distrito Federal. El vicegobernador de Goías, Bernardo Sayão que fue un ingeniero, improvisó una pista de aterrizaje que iba desde la carretera BR-040 hasta la entrada de la hacienda Gama, donde recibió el avión  del Presidente JK.
En la primera excursión vino a conocer parte del Planalto Central, caminó por la selva y encontró una fuente de agua minera. Bebió del agua y vio que era potable y entre otros factores decidió que la construcción de su residencia sería en aquella región. Volvió a Río de Janeiro y dijo que volvería en algunos días, cuando volvió para la misma región de la hacienda Gama ya estaba lista una obra de Oscar Niemeyer, que se hizo en una servilleta de papel en el Juca´s bar del hotel Ambassador de Río de Janeiro, donde un pagaré provisional con el valor de 500.000 cruzeiros se utilizó para la construcción del Catetinho que se terminó en 10 días y no tuvo fondos públicos. Ese fue el primer diseño de Oscar Niemeyer del Planalto Central.
Su nombre fue sugerido por en alusión al Palacio del Catete, que es un museo que fue firmado por el presidente JK que determinaba la inclusión del Museo Histórico Nacional como también la División de la Historia de la República (D.H.R) que incluso fue la sede de la Presidencia de la República. 
El Catetinho fue utilizado durante 2 años hasta que se terminara la construcción del Palácio da Alvorada , que es la residencia oficial del Presidencia de la República, un proyecto de Oscar Niemeyer que fue la primera construcción de Brasilia hecha de albañilería en la nueva capital.
El presidente Juscelino Kubitschek solicitó en 1959 que el Catetinho fuera catalogado por el IPHAN-DF , Instituto del Patrimonio Histórico y Artístico Nacional .
En el Catetinho hay árboles propios del Cerrado donde hay una plaquilla de hierro identificándolos, y varios de los árboles que hay en este monumento son centenarios .
El presidente JK, el presidente bossa nova,  como también era conocido, invitó a Vinicius de Moraes, poeta esencialmente lírico, importante principalmente por sus sonetos, y a Tom Jobim, uno de los principales creadores y principales fuerzas del movimiento bossa nova es muy importante para la música brasileña, para componer  la sinfonía de la Alvorada. Ellos vinieron en un "escarabajo" saliendo del Río de Janeiro hasta el Planalto Central.
Ellos se quedaron más allá del plazo para componer la sinfonía y así nació el clásico de la bossa nova Água de Beber Camará, cantada por Tom Jobim y Vinicius de Moraes, que es un homenaje a la fuente de agua mineral que nace en el Catetinho.
El Catetinho albergó a directores e ingenieros de Novacap, entidad pública responsable por la construcción y el mantenimiento de la capital, y también a personalidades que visitaban la ciudad debido a la construcción, como el presidente de Portugal Craveiro Lopes.
El proyecto museográfico de Catetinho busca retomar las referencias de la época preservando así algunos objetos y muebles originales, el espacio también está cerca de la naturaleza donde es posible sentarse y oír  música, es un pequeño espacio cultural con músicas brasileñas.
Está ubicado al borde de la carretera BR-040, su entrada es gratuita y es un paseo muy recomendable tanto para pequeños como para mayores.
El edificio fue restaurado y convertido en un museo cuya la inauguración oficial tuvo lugar el 16 de abril de 1991.
|  |  |  |  |
|  |  |  |  |
|  |  |  |  |
|  |  |  |  |
|  |  |  |  |